# Gerald Czech
Gerald Czech ( 1930 - 2013) fue un botánico austríaco.
- La abreviatura «Czech» se emplea para indicar a Gerald Czech como autoridad en la descripción y clasificación científica de los vegetales.[1]